# Climate Prediction Center
O Climate Prediction Center (CPC) é uma agência federal dos Estados Unidos que é um dos Centros Nacionais de Previsão Ambiental, que faz parte do Serviço Nacional de Meteorologia da Administração Oceânica e Atmosférica Nacional. A CPC está sediada em College Park, Maryland. Suas raízes remontam ao final do século XVIII, com a United States Army Signal Corp assumindo a responsabilidade do programa climático no final do século XIX. Depois de se tornar parte do United States Weather Bureau, passou a ser conhecido como Weather Bureau Climate and Crop Services . De 1957 a 1966, o Escritório de Climatologia do Bureau de Meteorologia dos Estados Unidos, localizado em Washington, DC e em Suitland, Maryland, publicou a publicação Mariners Weather Log. No final do século XX, ele ficou conhecido como o Centro de Análise do Clima por um tempo, antes de evoluir para o CPC em 1995. O CPC emite previsões climáticas válidas com semanas e meses de antecedência.

## História
As raízes da previsão do clima moderna podem ser rastreadas até o final do século XVIII. Um dos primeiros climatologistas aplicados do país foi Thomas Jefferson, o terceiro presidente dos Estados Unidos. Um século depois, o governo federal atribuiu ao Corpo de Sinalização do Exército a missão de definir o clima das regiões do país abertas à agricultura.
Em 1890, o Departamento de Agricultura dos Estados Unidos (USDA) criou os serviços climáticos e agrícolas do Weather Bureau, que começou a publicar o Boletim Semanal Weather and Crops, que o CPC, em conjunto com o USDA, publica até hoje. Os registos da Divisão de Clima vão de 1883 a 1961. Por um tempo durante a década de 1960, o Escritório de Climatologia do Weather Bureau estava localizado em Suitland, Maryland.
Em 1970, várias funções federais de tempo e clima foram consolidadas no National Weather Service (NWS) e colocadas em uma nova agência chamada National Oceanic and Atmospheric Administration (NOAA) . Na década de 1980, o Serviço Nacional de Meteorologia criou o Centro de Previsão do Clima, conhecido na época como Centro de Análise do Clima (CAC). O CPC é mais conhecido por suas previsões climáticas dos Estados Unidos com base nas condições do El Niño e La Niña no Pacífico tropical.

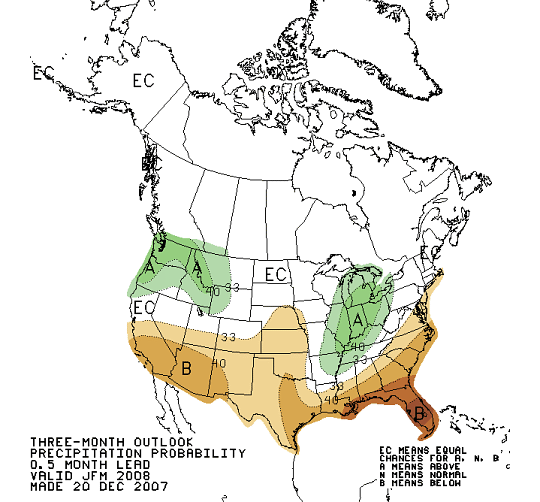
Gráfico de amostra de CPC: perspectiva de precipitação de três meses

Os produtos do CPC são previsões operacionais da variabilidade climática, monitoramento em tempo real do clima global e atribuição das origens das principais anomalias climáticas . Os produtos cobrem escalas de tempo de uma semana a estações e cobrem a terra, o oceano e a atmosfera, estendendo-se até a estratosfera.
Esses serviços climáticos estão disponíveis para usuários do governo, da indústria pública e privada, tanto no país como no exterior. As aplicações incluem a mitigação de desastres naturais relacionados ao clima e usos para o bem social e econômico na agricultura, energia, transporte, recursos hídricos e saúde. As melhorias contínuas do produto são apoiadas por meio de pesquisas diagnósticas, aumento do uso de modelos e interações com grupos de usuários. Alguns produtos específicos incluem:
- Temperatura e precipitação de 3 meses
  - Outlooks
  - Discussões
- Temperatura e precipitação de 1 mês
  - Outlooks
  - Discussões
- Produtos de 6 a 10 dias e de 8 a 14 dias
  - Anomalia de temperatura e precipitação
  - Perspectiva de calor excessivo
  - Predição do índice máximo de calor
- Probabilidade de superação de 3 meses
  - Temperatura
  - Precipitação
  - Grau-dias de aquecimento e resfriamento
- Perspectiva da temporada de furacões
  - Bacia atlântica
  - Bacia do pacífico
- Seca nos Estados Unidos
  - Outlook
  - Discussão
- Suporte Internacional
  - Perigos afegãos semanais
  - Perigos semanais na África
  - Perigos semanais na América Central
  - Perigos semanais para o Haiti